# Stephanopholis lopezi
Stephanopholis lopezi är en skalbaggsart som beskrevs av Chapin 1931. Stephanopholis lopezi ingår i släktet Stephanopholis och familjen Melolonthidae. Inga underarter finns listade i Catalogue of Life.